# Digital Devil Story: Megami Tensei II
Digital Devil Story: Megami Tensei II (デジタル・デビル物語 女神転生II, Dejitaru Debiru Sutōrī Megami Tensei Tsū) is een computerspel dat werd ontwikkeld door Atlus en uitgegeven door Namco Limited. Het spel kwam in 1990 uit voor het platform Nintendo Entertainment System.